# Baseball aux Jeux olympiques d'été de 1988
Navigation
Édition précédente Édition suivante
Le tournoi de démonstration de baseball des Jeux olympiques d'été de 1988 s'est disputé du 19 au 28 septembre 1988 à Séoul. Les rencontres ont eu lieu au Chamshil Baseball Stadium situé dans le Complexe des sports de Séoul.

## Équipes participantes
| Pays           | Critère de qualification                                                                        |
| -------------- | ----------------------------------------------------------------------------------------------- |
| Australie      | Invité par l'IBAF en remplacement de Cuba                                                       |
| Canada         | 4e aux Jeux Panaméricains 1987 Vainqueur d'un barrage contre le vice-champion d'Europe (Italie) |
| Corée du Sud   | Pays organisateur                                                                               |
| États-Unis     | 2e aux Jeux Panaméricains 1987                                                                  |
| Japon          | Vainqueur du tournoi de démonstration en 1984                                                   |
| Pays-Bas       | Champion d'Europe 1987                                                                          |
| Porto Rico     | 3e aux Jeux Panaméricains 1987                                                                  |
| Taipei chinois | Champion d'Asie 1987                                                                            |

Cuba, champion du monde de baseball 1986 et 1er aux Jeux Panaméricains 1987, a refusé de participer au tournoi et a été remplacé par l'équipe d'Australie.

## Format du tournoi
Les huit équipes participantes sont divisées en deux groupes de quatre pour le tour préliminaire. Dans chaque groupe, les équipes jouent chacune contre les trois autres. Les deux premières équipes de chaque groupe se qualifient pour les demi-finales (1er du groupe contre le 2e de l'autre groupe).
Les vainqueurs des demi-finales jouent pour les médailles d'or et d'argent en finale, alors que les perdants se disputent la médaille de bronze.
Le tournoi est ouvert uniquement aux joueurs amateurs. Les équipes sont limitées à 20 joueurs.
L'utilisation de battes en aluminium est autorisée. Si une équipe a plus de dix points d'avance pendant ou après la 7e manche, la rencontre est terminée (mercy rule).

## Classement final
1.  États-Unis
2.  Japon
3.  Porto Rico
4.  Corée du Sud
5.  Pays-Bas
6.  Australie
7.  Canada
8.  Taipei chinois

## Résultats

### Tour préliminaire

#### Division blanche
| Date         | Recevant     | Visiteur     | Score         |
| ------------ | ------------ | ------------ | ------------- |
| 19 septembre | Australie    | Canada       | 7 - 6         |
| 19 septembre | Corée du Sud | États-Unis   | 3 - 5         |
| 21 septembre | États-Unis   | Australie    | 12 - 2 (7 m.) |
| 21 septembre | Canada       | Corée du Sud | 3 - 5         |
| 23 septembre | Corée du Sud | Australie    | 2 - 1 (10 m.) |
| 23 septembre | Canada       | États-Unis   | 8 - 7         |

Classement
| Pl. | Équipe       | J | V | D | PM | PC | %    |
| --- | ------------ | - | - | - | -- | -- | ---- |
| 1   | États-Unis   | 3 | 2 | 1 | 24 | 13 | .666 |
| 2   | Corée du Sud | 3 | 2 | 1 | 10 | 9  | .666 |
| 3   | Australie    | 3 | 1 | 2 | 10 | 20 | .333 |
| 4   | Canada       | 3 | 1 | 2 | 17 | 19 | .333 |

J : rencontres jouées, V : victoires, D : défaites, PM : points marqués, PC : points concédés, % : pourcentage de victoire.
Les deux premières équipes (États-Unis et Corée du Sud) sont qualifiées pour les demi-finales. Le score du match entre les équipes à égalité est utilisé pour les départager. Les États-Unis devancent ainsi la Corée du Sud grâce à sa victoire 5-3.

#### Division bleue
| Date         | Recevant       | Visiteur       | Score         |
| ------------ | -------------- | -------------- | ------------- |
| 20 septembre | Taipei chinois | Pays-Bas       | 1 - 6         |
| 20 septembre | Japon          | Porto Rico     | 7 - 1         |
| 22 septembre | Japon          | Taipei chinois | 4 – 3 (12 m.) |
| 22 septembre | Pays-Bas       | Porto Rico     | 4 - 7         |
| 24 septembre | Porto Rico     | Taipei chinois | 2 - 0         |
| 24 septembre | Pays-Bas       | Japon          | 1 - 6         |

Classement
| Pl. | Équipe         | J | V | D | PM | PC | %     |
| --- | -------------- | - | - | - | -- | -- | ----- |
| 1   | Japon          | 3 | 3 | 0 | 17 | 5  | 1.000 |
| 2   | Porto Rico     | 3 | 2 | 1 | 10 | 11 | .666  |
| 3   | Pays-Bas       | 3 | 1 | 2 | 11 | 14 | .333  |
| 4   | Taipei chinois | 3 | 0 | 3 | 4  | 12 | .000  |

J : rencontres jouées, V : victoires, D : défaites, PM : points marqués, PC : points concédés, % : pourcentage de victoire.
Les deux premières équipes (Japon et Porto Rico) sont qualifiées pour les demi-finales.

### Demi-finales
| Date         | Recevant   | Visiteur     | Score |
| ------------ | ---------- | ------------ | ----- |
| 26 septembre | Japon      | Corée du Sud | 3 - 1 |
| 26 septembre | États-Unis | Porto Rico   | 7 - 2 |

### Rencontre pour la médaille de bronze
| Date         | Recevant     | Visiteur   | Score |
| ------------ | ------------ | ---------- | ----- |
| 28 septembre | Corée du Sud | Porto Rico | 0 - 7 |

### Finale
| Date         | Recevant | Visiteur   | Score |
| ------------ | -------- | ---------- | ----- |
| 28 septembre | Japon    | États-Unis | 3 - 5 |